# The Assistant (film 2019)
The Assistant è un film del 2019 scritto, diretto, co-prodotto e co-montato da Kitty Green.

## Trama
La giornata tipo di Jane, nuova assistente personale del Capo, un potente produttore cinematografico le cui molestie sessuali sono un segreto di Pulcinella all'interno dell'ambiente di lavoro.

## Distribuzione
Il film è stato presentato in anteprima al Telluride Film Festival il 30 agosto 2019. Ha avuto una distribuzione limitata nelle sale cinematografiche statunitensi da parte di Bleecker Street a partire dal 31 gennaio 2020.

## Riconoscimenti
- 2020 - Gotham Independent Film Awards[1]
  - Candidatura per il miglior film
- 2021 - Independent Spirit Awards[2]
  - Candidatura per la miglior attrice protagonista a Julia Garner
  - Candidatura per la miglior sceneggiatura d'esordio a Kitty Green
  - Candidatura per la miglior fotografia a Michael Latham